# 533 Sara
533 Sara eller 1904 NZ är en asteroid i huvudbältet, som upptäcktes den 19 april 1904 av den amerikanske astronomen Raymond Smith Dugan vid observatoriet i Heidelberg. Den är uppkallad efter en vän till upptäckaren.
Asteroiden har en diameter på ungefär 30 kilometer.